# A21-es autópálya (Ausztria)
Az A21-es autópálya (Wiener Außenring Autobahn) Ausztria egyik legfontosabb gyorsforgalmi útja. Feladata, hogy a forgalmas E60-as út részeként Bécset délről elkerülve összeköttetést teremtsen a városba érkező utak között. Különösen fontos a kelet–nyugati irányú nemzetközi forgalomban betöltött szerepe.

## Története
Az A21-es autópálya Ausztria egyik legrégebbi gyorsforgalmi útja. Az út vonalvezetésére korábban több variánst is kidolgoztak, az eredeti elképzelések szerint az út a Helenetal (Heléna-völgy) déli oldalán haladt volna. 
Építését még az 1930-as években vették tervbe. A munkálatok 1940-ben kezdődtek a Bécstől délnyugatra elterülő hegyvidéken. Az útvonal mentén két útépítőtábort hoztak létre, ahol jól fizetett bécsi és burgenlandi munkások dolgoztak az útépítésen. 1941 őszén az útépítés abbamaradt. Szeptemberben a Szovjetunió elleni hadjárathoz csatlakozó ukrán katonákat képeztek ki a telepeken, majd hadifogoly-táborokká alakították át őket, amelyekben francia és szerb katonákat tartottak fogva. 1942-ben a háború elhúzódása miatt az útépítést végleg leállították. Az A21-es félkész állapotban érte meg a második világháború végét. 
1964-ig kellett várni az útépítés újrakezdésére. Az A21-es első, Brunn és az A2-es autópálya közötti két kilométeres szakasza 1964 őszén nyílt meg. A következő másfél évtizeden át az út folyamatosan épült, átadására több szakaszban került sor. Az utolsó hiányzó szakaszt 1980-ban helyezték üzembe. Tervbe vették az út folytatását is, az A21-esnek egészen a Magyarország felé vezető A4-es autópályáig kellett volna elérnie, ám ez a szakasz nem valósult meg. 
A külső bécsi körgyűrű az osztrák autópálya-hálózat egyik legsebezhetőbb eleme, havas téli napokon rendszeresen akadnak el rajta a teherautók. Az autópályán a két végponttal együtt kilenc csomópont található. A 38 kilométeres szakaszon egy benzinkút és egy hozzá tartozó pihenőhely kapott helyet.

## Fordítás
- Ez a szócikk részben vagy egészben a Wiener Außenring Autobahn című német Wikipédia-szócikk ezen változatának fordításán alapul.  Az eredeti cikk szerkesztőit annak laptörténete sorolja fel. Ez a jelzés csupán a megfogalmazás eredetét és a szerzői jogokat jelzi, nem szolgál a cikkben szereplő információk forrásmegjelöléseként.